# Franciszek Leon Tyzenhauz
Franciszek Leon Tyzenhauz herbu Bawół (zm. 7 maja 1770 roku) – chorąży wileński w latach 1748–1764, odsądzony dekretem konfederacji Czartoryskich w 1764 roku, poseł z powiatu wileńskiego na sejm 1746 roku, starosta inturski.
Syn Michała, żonaty z Barbarą Towiańską i Teresą N. Miał syna Tomasza.
Poseł na sejm 1752 roku z powiatu wileńskiego. 